# Acacia calcigera
Acacia calcigera é uma espécie de leguminosa do gênero Acacia, pertencente à família Fabaceae.